# 亞拉岡的瑪麗亞 (1482-1517)
亞拉岡的瑪麗亞（西班牙語：María de Aragón，1482年6月29日—1517年3月7日），葡萄牙王后，亞拉岡國王費爾南多二世的女兒。

## 家庭
1500年，瑪麗亞和葡萄牙國王曼紐一世結婚，兩人共有6子2女：
1. 若昂三世（1502年—1557年）
2. 伊莎貝拉（1503年—1539年）
3. 贝特里斯（1504年—1538）
4. 路易斯（英语：Luís of Portugal, Duke of Beja）（1506年—1555年）
5. 費爾南多（英语：Ferdinand of Portugal, Duke of Guarda）（1507年—1534年）
6. 阿方索（英语：Cardinal-Infante Afonso of Portugal）（1509年—1540年）
7. 恩里克一世（1512年—1580年）
8. 杜阿爾特（1515年—1540年）